# ژولین لکلرک
ژولین لکلرک (به فرانسوی: Julien Leclercq) (زادهٔ ۷ اوت ۱۹۷۹) کارگردان، فیلمنامه‌نویس و تهیه‌کنندهٔ فرانسوی است.

## گزیده آثار کارگردانی
- شفیره (۲۰۰۷)
- حمله (۲۰۱۰)
- خبرچین (۲۰۱۳)
- دزدان (۲۰۱۵)
- بانسر (۲۰۱۸)
- زمین و خون (۲۰۲۰)
- سنتینل (۲۰۲۱)